# Brendon Urie
Brendon Urie (n. 12 aprilie 1987, St. George⁠(d), Utah, SUA) este un cântăreț american, compozitor, muzician și un multi-instrumentist. Urie este cel mai bine cunoscut pentru ambitusul său vocal de patru octave și ca vocalistul formației Panic! at the Disco, din care actualmente este unicul membru originar.

## Tinerețea
Urie a fost născut în St. George, Utah, și familia lui s-a mutat în Las Vegas, Nevada, când el avea 2 ani. El este al cincilea și cel mai mic copil născut de Grace and Boyd Urie, și el este de origine hawaiană din partea mamei. El a fost crescut într-o familie Mormon, dar a lăsat credința în jurul vârstei de 17 ani. Urie a participat la Palo Verde High School din Las Vegas, unde și-a întâlnit fostul viitor- Basistul din "Panic" era în clasa sa de chitară. Wilson i-a cerut lui Urie să încerce o trupă în care era, pentru că aveau nevoie de un chitarist de înlocuire.
Urie s-a descris ca un "spaz în liceu"  și a explicat că era un student care îl întrista mereu. El a lucrat la Tropical Smoothie Cafe pentru a plăti chiria trupei pentru spațiul lor de practică. La cafenea, Urie cânta adesea pentru clienți. El a explicat: "Am cântat tot ce ascultasem în acel moment, dar eram nevoit să iau comenzile. Îmi amintesc că am cântat câteva melodii ale trupei Scorpions, ceva imnuri W.A.S.P. 80s sunt de obicei bune pentru bacșiș. A fost o mare varietate de lucruri. Unor oameni le-a plăcut, iar altora nu. Trebuia să respect dorințele lor, dar am avut cupluri de persoane care mă întrebau dacă pot cânta pentru bacșiș. Asta era mereu amuzant"

## Cariera

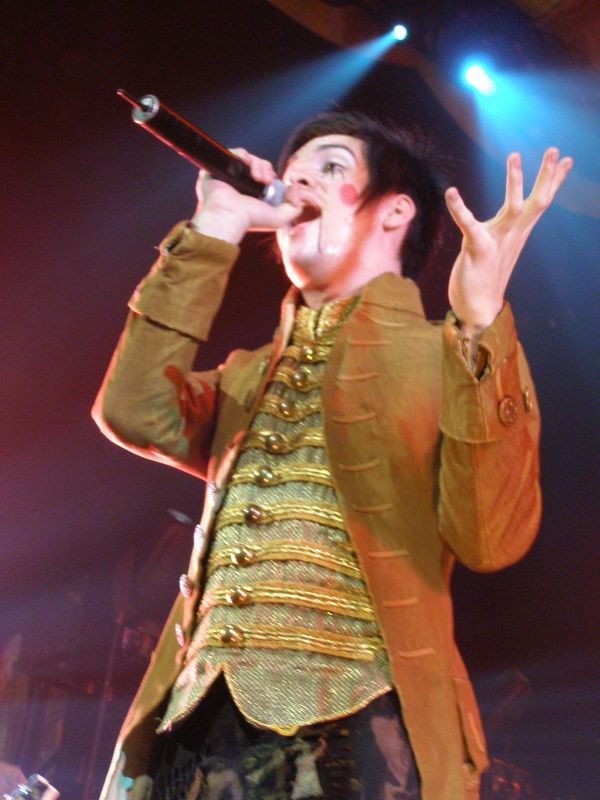
Urie, 2006

### Panic! at the Disco
Urie l-a întâlnit pe Brent Wilson în timp ce preda cursuri de chitară oferite la liceu, iar Wilson l-a întrebat pe Urie dacă nu ar vrea să încerce să fie chitarist principal pentru Panic! at the Disco, iar ei se uitau după un înlocuitor în acel timp. Inițial, Ryan Ross era vocalistul trupei. Când Urie s-a ocupat în locul lui Ross de o repetiție, ei au fost impresionați de abilitățile vocale ale lui Urie, iar acesta a fost ales ca solist principal.

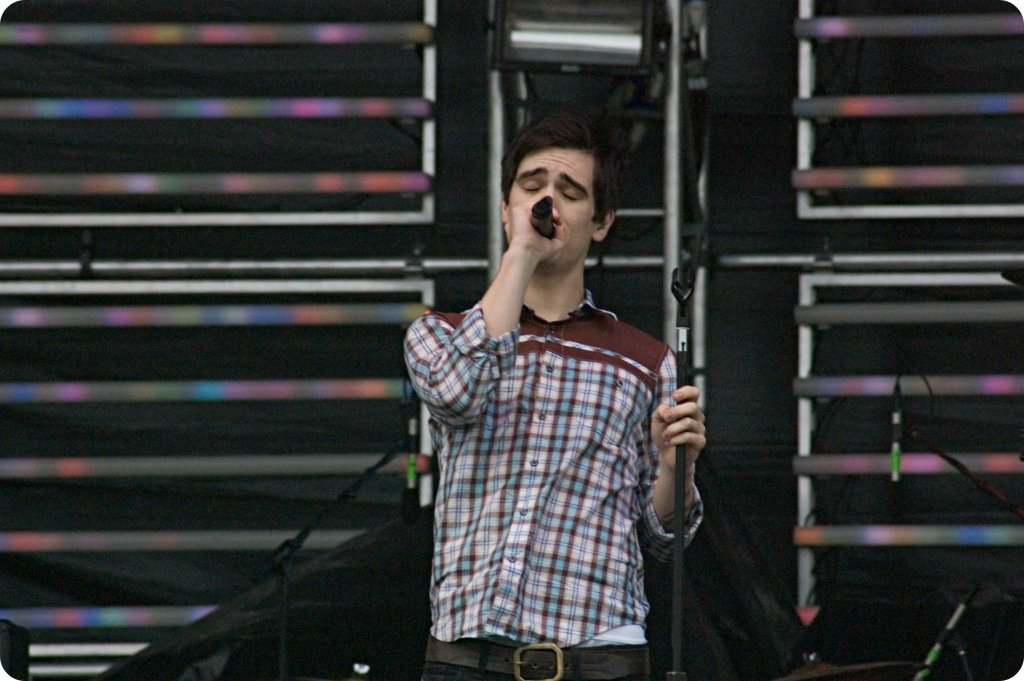
Urie în 2007

De atunci, "Panic! at the Disco" a lansat 5 albume de studio cu Urie ca solist principal.
Primul album, "A Fever You Can't Sweat Out", a fost realizat în 2005 cu single-ul hit "I Write Sins Not Tragedies" care îl propulsează până la 1,8 milioane de vânzări. Pentru al doilea album al lor, Pretty. Odd. (2008) , Urie și-a asumat răspunderea lirică și a scris două melodii pe scenă. Acestea fiind I Have Friends in Holy Spaces" și favoritul festivalului "Folkin' Around". El a scris, de asemenea, "New Perspective" pentru coloana sonoră a filmului Jennifer's Body.

## Albume
1. A Fever You Can't Sweat Out - 2005[5]
2. Pretty. Odd. - 2008[6]
3. Vices & Virtues - 2011
4. Too Weird To Live, Too Rare To Die!
5. Death of a Bachelor - 2016
6. Pray For The Wicked - 2018